# 小桥镇 (营山县)
小桥镇，是中华人民共和国四川省南充市营山县下辖的一个乡镇级行政单位。2019年10月，撤销四喜乡，将其所属行政区域划归小桥镇管辖。

## 行政区划
小桥镇下辖以下地区：
小桥街道社区、工农村、五里村、石包村、凉水村、垛梁村、青石村、基石村、白岩村、四方村、拱背村、齐庙村、黄梁村、梯岩村、长石村、刺巴村、开河村、顶山村、武安村、铁顶村、海印村、石湾村和子槽村，老街村、龙岩村、菜河村、真井村、慷河村、高墩村、亮垭村、茶湾村和窑口村。